# Interior Night
Interior Night é uma desenvolvedora independente de jogos eletrônicos sediada em Londres. A empresa se concentra em narrativas interativas. Foi fundada pela diretora criativa Caroline Marchal, ex-Quantic Dream, em novembro de 2017. Seu jogo de estreia, As Dusk Falls, foi lançado em 19 de julho de 2022 para Microsoft Windows, Xbox One e Xbox Series X/S e em 7 de março de 2024 para PlayStation 4 e PlayStation 5.

## Historia
a empresa foi aberta pela diretora criativa Caroline Marchal em 8 de novembro de 2017, que anteriormente trabalhou como designer de jogos líder em Heavy Rain e Beyond: Two Souls da Quantic Dream, para produzir "jogos e experiências narrativas ricas" para "pessoas que amam programas como breaking bad ou fargo, mas que não necessariamente gostam de jogos". Marchal disse à PCGamesN que o estúdio está "visando o público da TV – pessoas que assistem Netflix ou HBO. Esperamos trazer essa qualidade para os jogos, com personagens complexos e jogabilidade acessível, mas profunda."
Um mês depois, a empresa contratou três funcionários seniores: Ronald De Feijter como diretor técnico, Steve Kniebihly como diretor cinematográfico e Charu Desodt como diretor de produção Eles assinaram um acordo de publicação em 29 de janeiro de 2018 com a Sega para um jogo interativo sem título; o acordo foi cancelado em julho de 2019, mas o desenvolvimento do jogo prosseguiu. A empresa tinha 20 funcionários em julho de 2018. Seu jogo de estreia As Dusk Falls foi anunciado no Xbox Games Showcase em 23 de julho de 2020. O jogo é uma história multigeracional sobre "duas famílias cujas trajetórias colidem no deserto do Arizona em 1999." Foi lançado em 19 de julho de 2022 no Xbox Series X/S, Xbox One e Microsoft Windows. O número de funcionários foi relatado como 40 em julho de 2020.

## Jogos desenvolvidos
| Ano  | Titulo        | Plataforma(s)                                                              |
| ---- | ------------- | -------------------------------------------------------------------------- |
| 2022 | As Dusk Falls | Microsoft Windows, Xbox One, Xbox Series X/S, PlayStation 4, PlayStation 5 |